# هاوزن
هاوزن Huizen  هي مدينة وبلدية بمقاطعة شمال هولندا، هولندا.
اسم (بالهولندية: Huizen) هو كلمة هولندية تعني "منازل" وقد ارتبط هذا الاستخدام بالاعتقاد بأن المنازل الحجرية الأولى في المنطقة ظهرت هنا بدلاً من المنازل العشبية الأكثر شيوعًا في ذلك الوقت. هاوزن هي جزء من منطقة العاصمة أمستردام.

## طوبوغرافيا
خريطة طوبوغرافية هولندية لبلدية هاوزن، مارس 2104، (تقرأ بعد ثلاث نقرات على الخريطة).

## أعلام
- سفيان أمرابط
- ريزار